# Zawoj (obwód Jamboł)
Zawoj (bułg. Завой) – wieś w Bułgarii, w obwodzie Jamboł, w gminie Tundża. Według danych szacunkowych Ujednoliconego Systemu Ewidencji Ludności oraz Usług Administracyjnych dla Ludności, 15 grudnia 2018 roku miejscowość liczyła 1124 mieszkańców.